# Bert Hubbard
Bert Hubbard, auch Albert Hubbard (* 29. Juni 1927 in Detroit, Michigan) ist ein US-amerikanischer Choreograf, Aquatic Artist  und ehemaliger Synchronschwimmer. Er war einer der ersten männlichen Synchronschwimmer in den Vereinigten Staaten.

## Sportliche Karriere 1946–54
Hubbard begann mit dem Synchronschwimmen im Jahr 1946 kurz nachdem es in seiner Heimatstadt Detroit von Schwimmern aus Chicago vorgestellt worden war. 1949 gewann er mit Lee Embrey die Goldmedaille im Duett-Wettbewerb der Männer bei den  U.S. National AAU Synchronized Swimming Championships mit der Kür St.Louis Blues March. Als Solist wurde er 1954 US Junioren-Meister mit dem Programm A Viking's Prayer Before Battle. Aufgrund der Wettkampfregeln der AAU durfte er weder in gemischten Duetten noch Teams zusammen mit Frauen schwimmen, und schließlich wurde Männern jegliche Teilnahme an allen nationalen und internationalen Bewerben untersagt, was Hubbard 1954 zur Beendigung seiner sportlichen Laufbahn zwang.

## 1955-Gegenwart: Aquatic Artist, Choreograf und Historiker
Die Gründung der International Academy of Aquatic Art (IAAA) im Jahr 1955 eröffnete Bert Hubbard die Möglichkeit, als Aquatic Artist bei Festivals der IAAA in ganz Nordamerika aufzutreten. Er choreografierte zahlreiche Programme, die sowohl von ihm selbst als auch anderen Schwimmern präsentiert wurden. Beispielsweise kreierte er im Jahr 1960 zwei gemischte Trios: Othello zu Musik von G. Verdis Oper und A Medieval Morality sowie das von ihm selbst vorgetragene Solo A World of Silence. Bis 2009 war er als Schwimmer aktiv. Seither konzentriert er sich auf seine Tätigkeit als Historiker und bewahrt im Archiv der IAAA viele Bücher, Videos, Fotos und Zeitungsartikel auf. Darüber hinaus schreibt er Artikel für die Zeitschrift The Aquatic Artist.

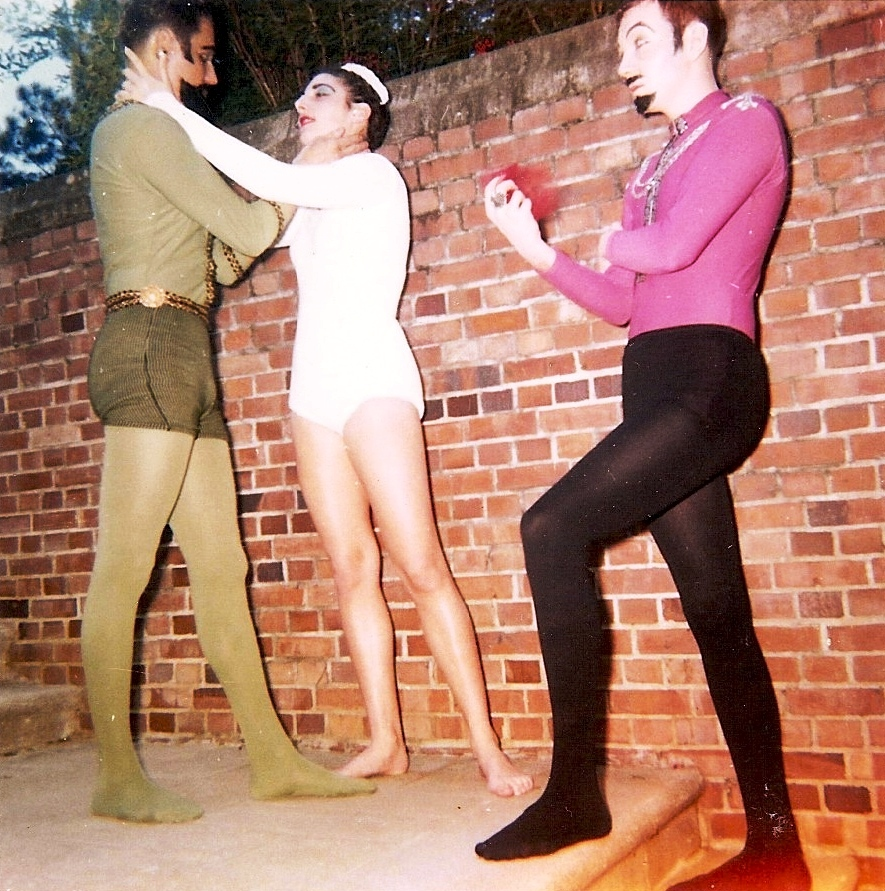
Bert Hubbard (links), Joan Hinderstein (Mitte) und Richard Proctor (rechts) in Bert Hubbard’s eigener Choreografie Othello (1960) nach G. Verdis Oper
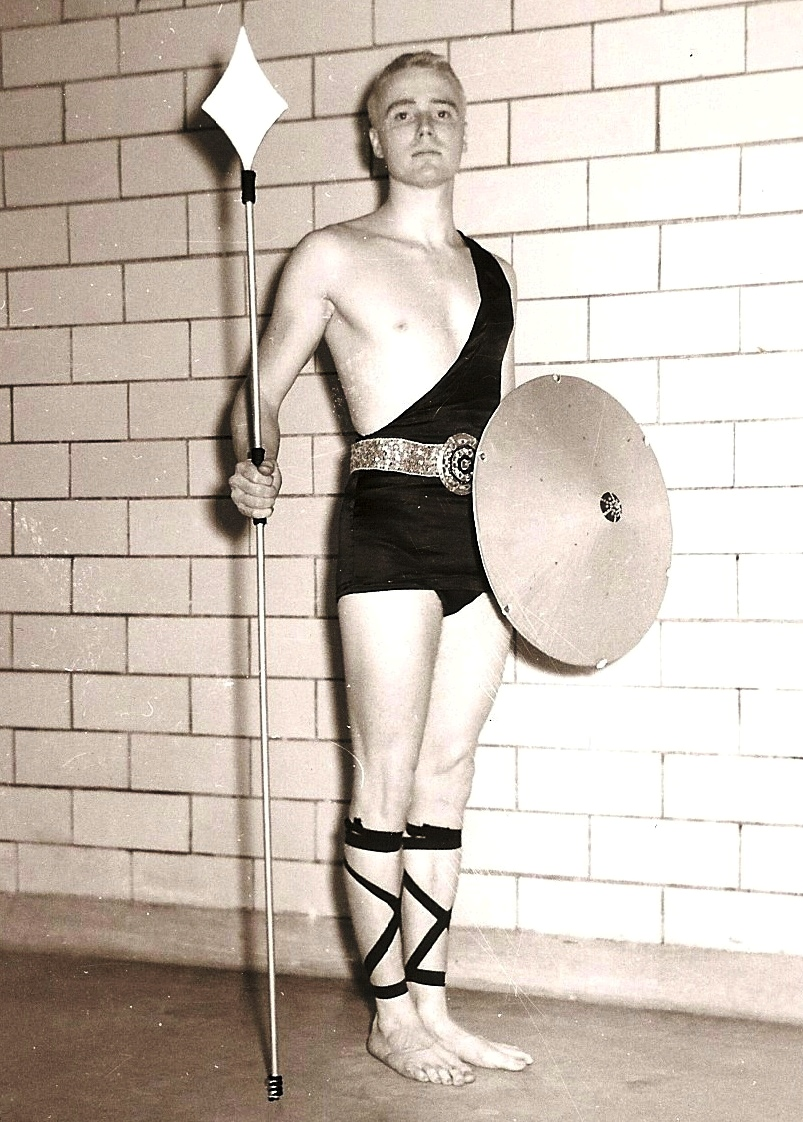
Bert Hubbard 1954 als Gewinner der US Juniorenmeisterschaften im Solo in seinem Kostüm zu Viking's prayer before battle